# فرودگاه وایت سیتی (ردومسکی)
فرودگاه وایت سیتی (ردومسکی) (به انگلیسی: White City (Radomsky) Airport) یک فرودگاه خصوصی است . این فرودگاه در کشور کانادا قرار دارد و در ارتفاع ۶۱۶ متری از سطح دریا واقع شده است.